# Liudvig Chibirov
Liudvig Alekseyevich Chibirov (en osetio: Цыбырты Алексейы фырт Людвиг, Cybyrty Alekseiy fyrt Liudvig, en georgiano: ლუდვიგ ჩიბიროვი, en ruso: Лю́двиг Алексе́евич Чи́биров; nacido el 19 de noviembre de 1932) fue el presidente del Parlamento Osetio, y después de las primeras elecciones, el primer presidente de Osetia del Sur. Nacido en 1932, era un antiguo miembro del Parlamento de Osetia del Sur. Antes de las elecciones de 1996 había sido el jefe de Estado desde 1993. Cuando el puesto de presidente del Parlamento fue abolido en favor de la Presidencia, Chibirov se convirtió en el primer presidente.
Durante las primeras elecciones de Osetia del Sur de 1996 recibió el 65% del voto, y el antiguo primer ministro Vladislav Gabaraev, que pedía la secesión de Osetia del Sur de la república de Georgia y la unificación con Osetia del Norte, parte de Rusia, ganó un 20%. El presidente de Georgia Eduard Shevardnadze consideró las elecciones contrarias a la ley.
En las siguientes elecciones en 2001, Chibirov, a sus 69 años, recibió menos del 20% de los votos mientras que Stanislav Kochiev quedó segundo con el 25%, y Eduard Džabeevich Kokoity (38 años) ganó con más del 48% del voto.